# Onda di Stokes

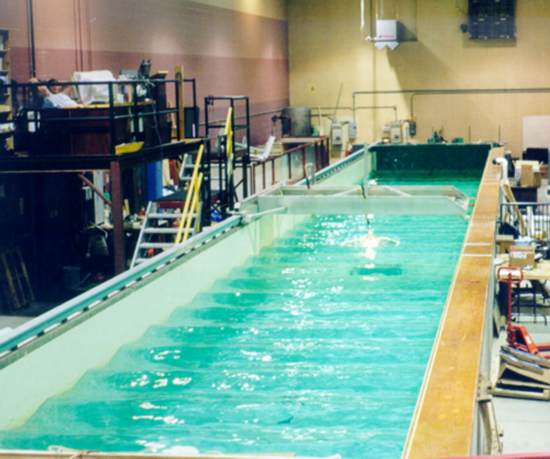
Vasca di prova per la valutazione delle onde periodiche al
Jere A. Chase Ocean Engineering Laboratory, Università del New Hampshire.

In fluidodinamica, un'onda di Stokes è un'onda superficiale non lineare e periodica su uno strato di fluido inviscido di profondità media costante.
Questo tipo di modellizzazione ebbe le sue origini alla metà del XIX secolo quando George Stokes - usando l'approccio di una perturbazione in serie ora nota come espansione di Stokes - ottenne soluzioni approssimate per il moto ondulatorio non lineare.
La teoria delle onde di Stokes ha un utilizzo pratico diretto per le onde in acque intermedie e profonde. Viene utilizzata nelle costruzioni costali e off-shore per determinare la cinematica delle onde (altezza del pelo libero e velocità di flusso). La conoscenza della cinematica delle onde è indispensabile in fase di progettazione per determinare il carico esercitato dalle onde sulle strutture.
Per le onde lunghe (in confronto alla profondità) - e utilizzando solo pochi termini dell'espansione di Stokes - la sua applicabilità è limitata a onde di ampiezza ridotta. In acque poco profonde, la teoria dell'onda cnoidale fornisce spesso migliori approssimazioni per onde periodiche.
Anche se in senso stretto l'onda di Stokes si riferisce a onde periodiche di forma permanente, la definizione si applica anche per le onde stazionarie e perfino per le onde casuali.